# Clara (film, 2008)
Pour les articles homonymes, voir Clara.
Pour plus de détails, voir Fiche technique et Distribution.
Clara (titre original : Geliebte Clara) est un film franco-germano-hongrois réalisé par Helma Sanders-Brahms, sorti en salles en 2008.

## Synopsis
Ce film raconte un épisode de la vie de Clara Schumann, notamment la rencontre du couple Schumann avec le jeune Johannes Brahms, alors pianiste virtuose, ainsi que la folie de Robert Schumann et l'idylle supposée entre Brahms et Clara. Il semble que la vision de cet épisode offerte par le film soit néanmoins assez romancée, rien ne permettant d'établir avec certitude l'existence d'un rapport affiché de séduction, au domicile même de Robert Schumann entre les deux protagonistes. Leur relation semble avoir en réalité connu ses plus amples développements plus tard, sur le mode épistolaire. La version des événements montrée par le film, dans son parti pris, peut donc sembler quelque peu débridée et explicite et s'attache surtout au mythe, plus qu'à la recherche d'une quelconque véracité.

## Fiche technique
- Titre : Clara
- Titre original : Geliebte Clara
- Réalisation : Helma Sanders-Brahms
- Scénario : Nicole-Lise Bernheim, Helma Sanders-Brahms et Colo Tavernier
- Photographie : Jürgen Jürges
- Montage : Isabelle Devinck
- Musique : Johannes Brahms, Clara Schumann et Robert Schumann[1]
- Direction artistique : István Galambos[2]
- Décors : Uwe Szielasko
- Costumes : Riccarda Merten-Eicher[2]
- Son : János Csàki[2]
- Producteur : Alfred Hürmer
  - Coproducteurs : Antoine de Clermont-Tonnerre et János Rózsa
- Sociétés de production : 
  -  Allemagne : Helma Sanders-Brahms Filmproduktion, Medienboard Berlin-Brandenburg et Integral Film
  -  France : MACT Productions
  -  Hongrie : Objectiv Filmstudio
- Sociétés de distribution :
  -  Hongrie : Kinowelt Hungary
  -  France : Bodega Films
- Budget : 6 200 000 Deutsche Mark (estimé) (3,17 millions d'euros)[3].
- Pays d'origine :  Allemagne |  France |  Hongrie
- Langue : allemand
- Format : couleur — 35 mm — 1,85:1 — Son : Dolby Digital
- Genre : drame, biographique, historique, musical
- Durée : 107 minutes (1 h 47)
- Dates de sortie :
  -  Japon : 31 octobre 2008 (Festival du film allemand de Tokyo)
  -  Allemagne : 7 novembre 2008 (Mannheim-Heidelberg International Filmfestival)
  -  Allemagne : 4 décembre 2008 (sortie nationale)
  -  France : 13 mai 2009
  -  Allemagne : 5 juin 2009 (sortie DVD)

## Distribution
| - Martina Gedeck (V. F. : Frédérique Tirmont) : Clara Schumann - Pascal Greggory : Robert Schumann - Malik Zidi : Johannes Brahms - Aline Annessy : Elise Schumann - Brigitte Annessy : Bertha - Marine Annessy : Eugénie Schumann - Jacques Breuer : voix de Robert Schumann - Sascha Caparros : Ludwig Schumann | - Clara Eichinger : Marie Schumann - Béla Fesztbaum (V. F. : Pierre Val) : Tausch - Thomas Limpinsel : voix de Tausch - Christine Osterlein : Henriette - Manuel Straube : voix de Johannes Brahms - Péter Takátsy : Wazielewski - Walter Theil : Dr Richartz |

Source et légende : Version française (V. F.) sur le site d’AlterEgo (la société de doublage)